# Cattedrale dei Santi Pietro e Paolo (Douala)
La cattedrale dei Santi Pietro e Paolo è la cattedrale cattolica di Douala, in Camerun, sede dell'arcidiocesi di Douala.
La cattedrale di San Pietro e San Paolo sorge sulle rovine della prima chiesa cattolica costruita nel 1898. La prima pietra della cattedrale è stata posta il 6 agosto del 1933 e l'edificio è stato completato nel 1936. Nello stesso anno, il 22 marzo, è celebrata la consacrazione della chiesa.